# Otto Kröber
|  | Dieser Artikel wurde aufgrund von formalen oder inhaltlichen Mängeln in der Qualitätssicherung Biologie zur Verbesserung eingetragen. Dies geschieht, um die Qualität der Biologie-Artikel auf ein akzeptables Niveau zu bringen. Bitte hilf mit, diesen Artikel zu verbessern! Artikel, die nicht signifikant verbessert werden, können gegebenenfalls gelöscht werden. Lies dazu auch die näheren Informationen in den Mindestanforderungen an Biologie-Artikel. |

Otto Kröber (* 22. Mai 1882 in Hamburg; † 5. Januar 1969) war ein deutscher Entomologe.
Er war Dipterologe des Zoologischen Staatsinstituts Hamburg, an dem er auch unterrichtete. Schwerpunkt seiner Forschungen waren Tabanidae, Omphralidae, Therevidae und Conopidae.

## Ehrungen
- Dr. rer. nat. h. c.
- 1952: Verdienstkreuz (Steckkreuz) der Bundesrepublik Deutschland

## Schriften (Auswahl)
- Die Thereviden Süd und Mittelamerikas. in: Annales Musei Nationalis Hungarici, 9, 475–529 (1911)
- Die Thereviden der indo-australischen Region. (1912)
- Therevidae.Genera.Ins (1913)
- Beiträge zur Kenntnis der Thereviden und Omphraliden. in: Jahrbuch der Hamburgischen Wissenschaftlichen Anstalten (1913), 31, 29–74.(1914)
- Therevidae. in: Fliegen palaerakt.Reg. ed. Erwin Lindner 4 (26):1–60 (1924–1925)
- Neue und wenig bekannte Dipteren aus den Familien Omphralidae, Conopidae, und Therevidae. in: Konowia Zeitschrift für Systematische Insektenkunde, 7, 113–134 (1928)
- The Therevidae (Diptera) of South Africa. in: Ann. Transv. Mus, 14:103-134 (1931)